# Fidelity Investments
Fidelity Investments (Fidelity eller FMR) er en amerikansk multinational investeringsvirksomhed med hovedkvarter i Boston, Massachusetts. Virksomheden blev etableret i 1946. De har aktiver under forvaltning for 4,5 billioner USD. Fidelity Investments driver værdipapirhandelsvirksomhed, forvalter flere kapitalfonde, udbyder investeringsrådgivning, varetager pension, formuepleje og livsforsikring.
Peter Lynch var leder for Fidelity Investements' Fidelity Magellan Fund fra 1977 til 1990, og i denne periode skaffede han et fkast på over 29% om året.